# Stanley Denki
Stanley Denki K.K. (japanisch スタンレー電気株式会社, Sutanrē Denki Kabushiki kaisha, englisch Stanley Electric Co., Ltd.) ist ein japanisches Unternehmen, das elektrische und elektronische Leuchtmittel herstellt. Mit 36 konsolidierten Tochtergesellschaften, drei assoziierten Unternehmen, 23 Fabriken in acht Ländern, Nebenstellen in 17 Ländern sowie über 12.000 Mitarbeitern ist Stanley ein japanisches Großunternehmen.
Hauptkunden für das Kerngeschäft (Fahrzeugbeleuchtung) sind Honda und Nissan, daneben werden auch Toyota, Mazda, Suzuki, Mitsubishi, Ford und Chrysler beliefert. Stanley Electric-Aktien werden im TOPIX des Tokyo Stock Exchange gehandelt.

## Geschichte
Das Unternehmen wurde 1920 von Takaharu Kitano gegründet, der das Unternehmen nach Henry Morton Stanley, einem britisch-amerikanischen Afrikaforscher, benannte. Nach Unternehmensangaben war er von der Vision, dem Mut und dem Pioniergeist des Forschers beeindruckt. Zu dieser Zeit gab es in ganz Japan nur etwa 8000 Fahrzeuge, die alle importiert worden waren.
- 1933: Unternehmen wird in eine Aktiengesellschaft umgewandelt
- 1934: Erste Außenstelle in Osaka
- 1954: Beginn der Handelsbeziehungen zu Honda
- 1958: Beginn des Aktienhandels an der Tokyo Stock Exchange
- 1965: Start der Silizium-Verarbeitung
- 1968: Erste internationale Außenstelle in Taiwan
- 1969: Errichtung des ersten Forschungszentrums für Beleuchtung
- 1976: Herstellungsbeginn von besonders leuchtstarken LEDs
- 1979: Erste Außenstelle in den USA (Stanley US)
- 1980: Entwicklung von farbigen Flüssigkristallen
- 1984: Errichtung eines Forschungszentrums in Tsukuba
- 1984: Außenstelle in Frankreich
- Bis 2009: Zahlreiche Außenstellen in Europa, Süd- und Nordamerika, Asien und Australien. Unter anderem gründeten Stanley Denki und die deutsche Hella KGaA Hueck & Co. im Jahr 2002 eine gemeinsame Holding mit Sitz in Melbourne, um der Globalisierung in der Automobilindustrie Rechnung zu tragen[5].

## Produkte
Die Produktpalette umfasst neben herkömmlichen Scheinwerfern (HID-Lampen) insbesondere LED-basierte Lichtquellen. So entwickelte Stanley die weltweit erste LED-basierte Bremsleuchte.
Außerdem fertigt und entwickelt Stanley sämtliche Fahrzeugbeleuchtung, LED-Hintergrundbeleuchtung für Displays, Mobiltelefon- und Kamera-Blitzlicht, Displays für den Fahrzeug-Innenraum, Sensoren, sowie generelle Raum- und Straßenbeleuchtung (z. B. in Shanghai und Tokio).
Stanley Denki konzentriert sich ab 2013 noch mehr auf LED-Scheinwerfer und will deren Anteil am Gesamtumsatz von 1 % bis 2017 auf 20 % heben.

## Forschung & Entwicklung
Stanley betreibt fünf Forschungszentren in Japan, in denen neue Lichtquellen erforscht, aktuelle Lichtquellen optimiert und neue Produkte entwickelt werden. Eines der Zentren befindet sich u. a. in Tsukuba. Daneben wird an Pikoprojektoren mit MEMS gearbeitet und in der Biotechnologie geforscht. Forschungsergebnisse werden regelmäßig in Fachzeitschriften veröffentlicht (Bsp. SemiConductor Today, Optics Express).

## Raybrig & Motorsport

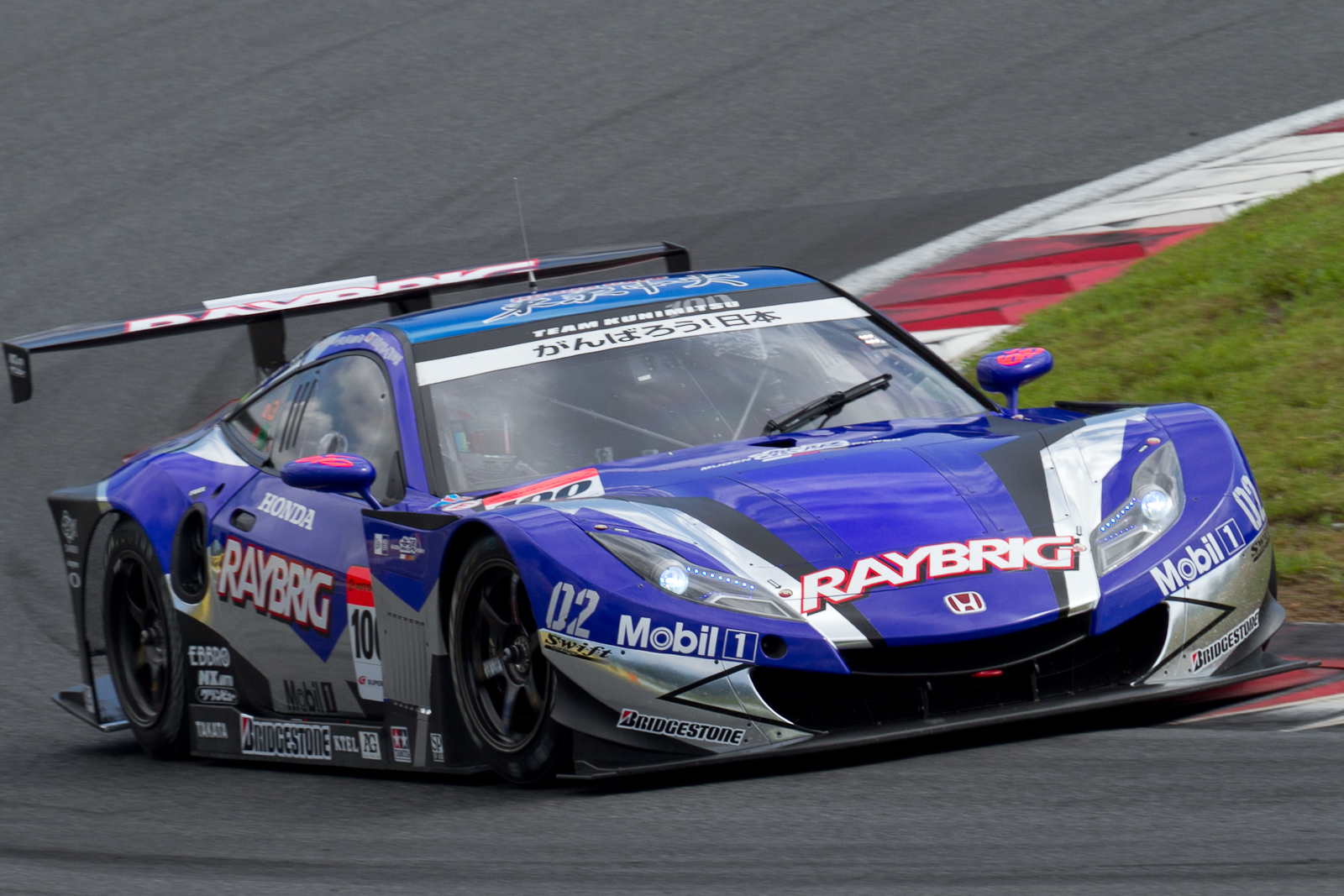
Super GT 2011 Rd.6 Fuji GT 250 km: Takuya Izawa (Team Kunimitsu) im Honda HSV-010 GT mit Raybrig als Hauptsponsor

Unter “Raybrig” vertreibt Stanley seine Leuchtmittel auch direkt an Konsumenten und ist im Motorsport mit der Marke als Hauptsponsor des Teams Kunimitsu im Super GT aktiv.

## Soziales Engagement
Stanley-Gründer Kitano gründete auch die Kitano Foundation for lifelong Education, welche die Vergabe von Stipendien für wirtschaftsschwache Menschen zum Ziel hat. Die Stiftung ist u. a. in Indien aktiv.

## Trivia
Stanley beteiligt sich weltweit an Beleuchtungsevents. So wurde im Rahmen der Feierlichkeiten zu 150 Jahren deutsch-japanischen Beziehungen das Brandenburger Tor in Berlin mittels LED-Scheinwerfern angestrahlt. In Tokio wird außerdem das Theater Kabuki-za in der Ginza jeden Abend von Stanley-LEDs illuminiert. Beide Illuminationen entstanden in Zusammenarbeit mit Makoto Ishii.